# Elvire de Bourbon
Elvire de Bourbon, née le 28 juillet 1871 et morte le 9 décembre 1929, est la troisième fille de Charles de Bourbon et de Marguerite de Parme.

## Biographie

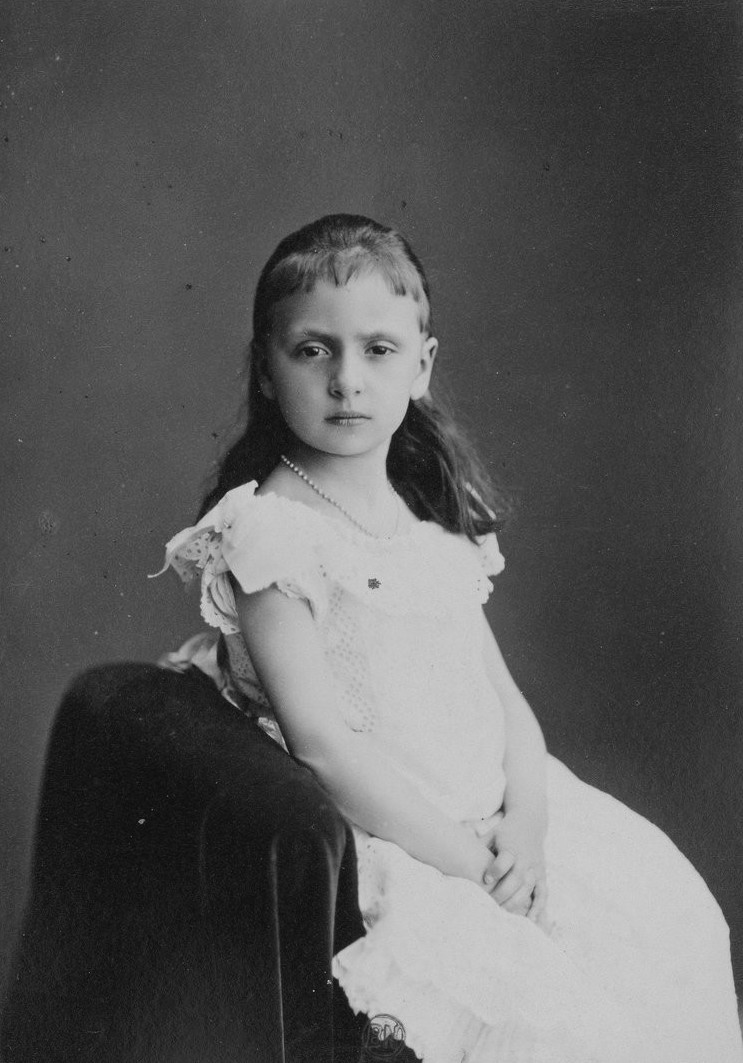
Elvire en 1878.

Elle est née le 28 juillet 1871 à la villa Le Bocage, à Genève. À l’époque de sa naissance, Genève était devenue le bastion de la résistance carliste et Le Bocage, la résidence du prétendant et de sa famille. Cependant, en 1872, alors que son père menait la troisième guerre carliste en Espagne, la Confédération suisse demanda à sa mère de se retirer du pays pour violation de la neutralité politique. Son parrain et sa marraine sont son oncle et sa tante le comte et la comtesse de Chambord.

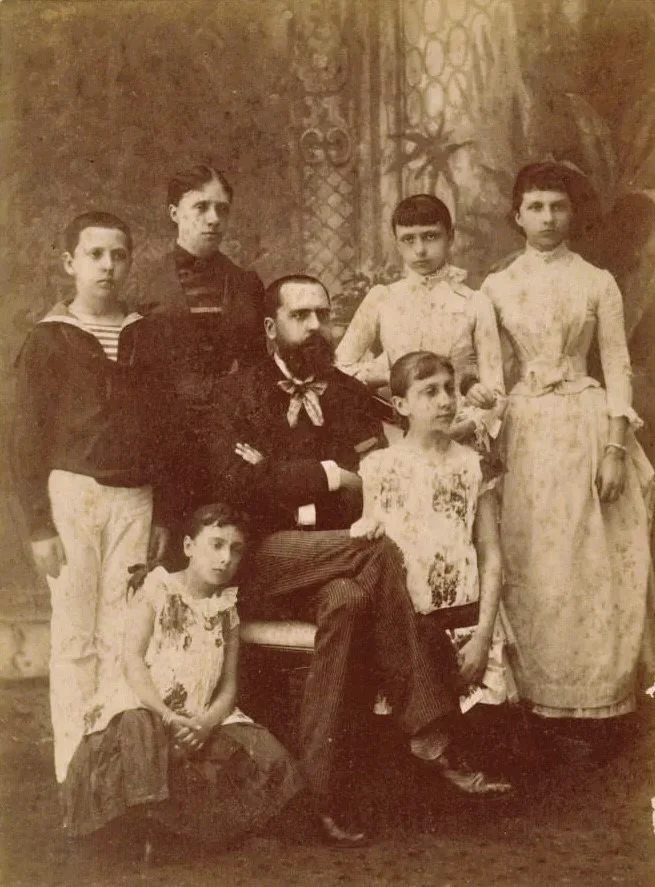
Elvire et sa famille en 1886.

Après que la cause carliste se fut effondrée en Espagne, la famille s’est installée en Toscane, à La Tenuta Reale, une ancienne villa des ducs de Parme à Viareggio. Ses parents se séparant définitivement à cause de la vie licencieuse du prétendant, la duchesse de Madrid se consacra donc entièrement à l’éducation de ses enfants et à la restauration de sa villa toscane. Elle y mourut en 1893. Le duc de Madrid se remaria avec la princesse Marie-Berthe de Rohan l’année suivante.
Vers 1890, Elvire entame une relation avec son cousin l’archiduc Léopold-Ferdinand d’Autriche-Toscane, fils et héritier du dernier grand-duc de Toscane. Cependant, lorsque la reine d'Espagne Marie-Christine apprit cela, elle refusa qu'un membre de sa Maison épouse la fille d’un « traître ». Alors et au contraire de sa sœur ainée Blanche qui put épouser l'archiduc Léopold-Salvator, les fiançailles furent rompus par l’empereur François-Joseph Ier. En 1902, l’archiduc renonce à ses titres et à ses fonctions, et épouse une prostituée avec laquelle il s’installe en Suisse.
En 1896, Elvire s’enfuit de Viareggio avec un peintre de dix ans son aîné, Felipe Folchi. Le 16 novembre, son père a communiqué ce qui suit :

« Aux carlistes, vous êtes ma famille, mes enfants bien-aimés, et je considère qu’il est de mon devoir de vous annoncer qu’une de mes filles, celle qui était l’infante Doña Elvire, est morte pour nous tous. »

Le couple s’installe à Florence, où Elvire donne naissance à trois enfants illégitimes, :
- Georges de Bourbon (1900-1941) ;
- Léon Foulques de Bourbon (1904-1962) ;
- Philibert de Bourbon (1904-1968).

Elvire meurt d’un cancer à Paris le 9 décembre 1929. Son corps est transféré à la chapelle de Tenuta Reale, à Viareggio.

## Titulature et honneurs

### En Espagne (carliste)
- 29 juin 1876 - 1896  : Son Altesse Royale Doña Elvira de Borbón y Borbón-Parma, infante d’Espagne ;
- 1896 - 9 décembre 1929 : Doña Elvira de Borbón y Borbón-Parma.

### En France (légitimiste)
- 29 juin 1876 - 24 août 1883 : Son Altesse Royale Elvire de Bourbon, princesse du sang ;
- 24 août 1883 - 9 décembre 1929 : Son Altesse Royale Elvire de Bourbon, fille de France.

### Honneurs
- Dame de l’Ordre de la Croix étoilée[5]
- Dame de l’Ordre de Sainte-Élisabeth[5]
- Dame de l’Ordre de Thérèse[5]
- Récipiendaire de la médaille commémorative pour le mariage du Prince Ferdinand Ier et de Marie-Louise (1893)[6].